# Die drei !!! (Fernsehserie)
Die drei !!! ist eine deutsche Jugend-Krimiserie, die auf der gleichnamigen Jugendkriminalbuchreihe des Verlages Franckh-Kosmos basiert. Umgesetzt wurde die Serie von der Produktionsfirma Westside Filmproduktion. Die Premiere der Serie fand in Deutschland am 6. September 2023 auf dem Streamingdienst Disney+ statt.
Bei der Grimme-Preisverleihung 2024 wurden die drei Hauptdarstellerinnen Bella Bading, Purnima Grätz und Lilith Johna für ihre Ensembleleistung in der Serie mit dem Grimme-Preis Spezial ausgezeichnet.

## Handlung
In jeder Folge lösen die drei Freundinnen Kim (13), Marie (14) und Franzi (14) spannende und rätselhafte Detektivfälle, während sie ihren Alltag als Teenager bestreiten. Ihre Fälle erstrecken sich von Betrug über Diebstahl bis hin zu Erpressung und behandeln auch Themen wie Cyber-Mobbing und soziale Gerechtigkeit. Aber es wartet auch ein großes Rätsel auf die drei Juniordetektivinnen, welches sich über alle Fälle erstreckt und das es zu lösen gilt.

## Besetzung

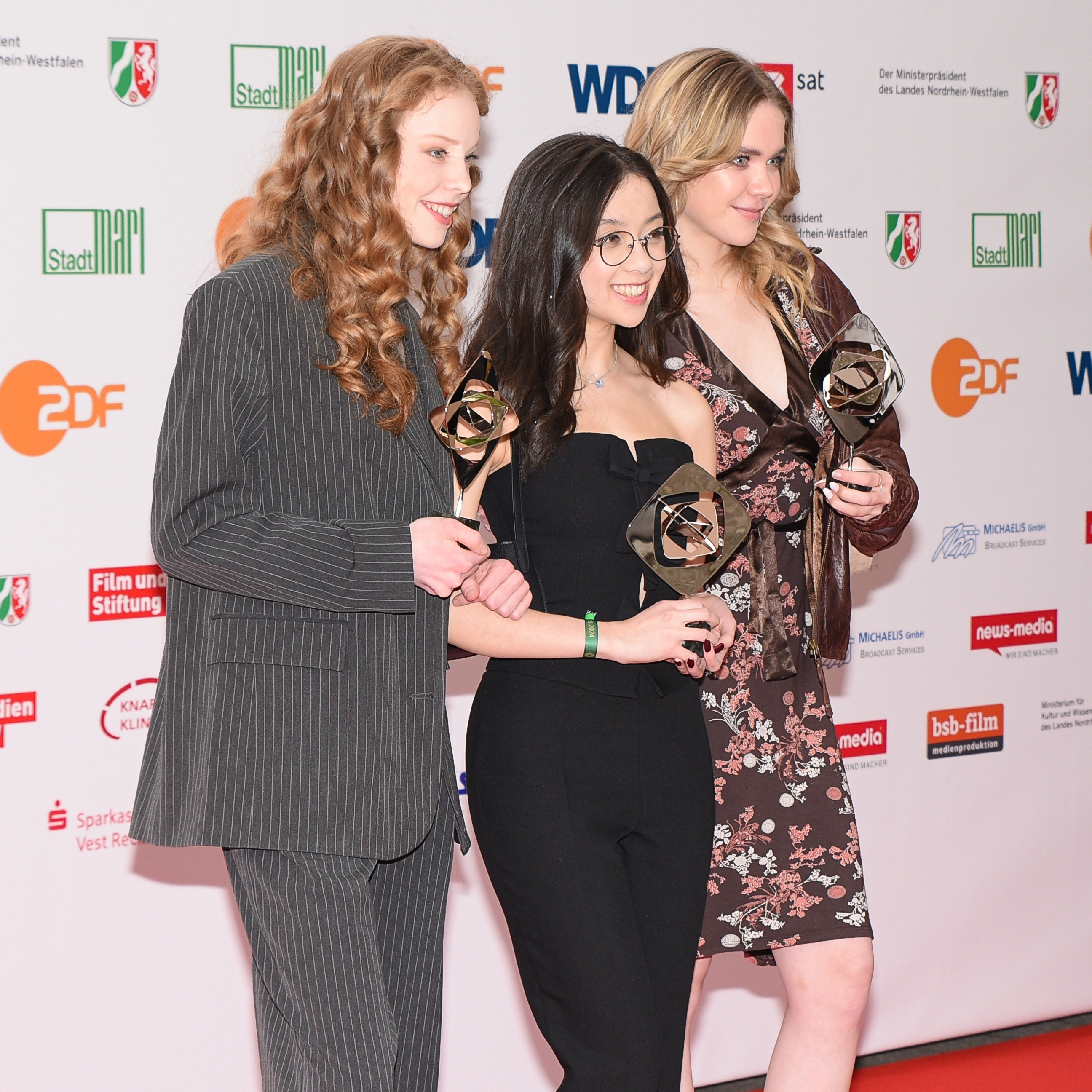
Bella Bading, Purnima Grätz und Lilith Johna bei der Verleihung des Grimme-Preises 2024

### Hauptdarstellerinnen
| Rolle                      | Schauspieler  | Hauptrolle Folgen |
| -------------------------- | ------------- | ----------------- |
| Kim Jülich                 | Purnima Grätz | 1.01–             |
| Franziska „Franzi“ Winkler | Bella Bading  | 1.01–             |
| Marie Grevenbroich         | Lilith Johna  | 1.01–             |

### Nebendarsteller
| Rolle                         | Schauspieler             | Nebenrolle Folgen |
| ----------------------------- | ------------------------ | ----------------- |
| Brigitte Jülich               | Katharina Marie Schubert | 1.01–             |
| Helmut Grevenbroich           | Sebastian Schwarz        | 1.??–             |
| Karl Winkler                  | Oliver Korittke          | 1.??–             |
| Kommissar Peters              | Peter Jordan             | 1.01–             |
| Han Solo                      | Carl Phillip Benzschawel | 1.??–             |
| Dana                          | Apollonia Bascoul        | 1.??–             |
| Gellert                       | Cedric Sprick-Benz       | 1.??–             |
| Verena                        | Violina Maria Rostami    | 1.??–             |
| Cedric                        | Béla Can Leon            | 1.??–             |
| Marlon Brando                 | Fabian Jaray             | 1.??–             |
| Robin                         | Linus Moog               | 1.??–             |
| Des                           | Samirah Breuer           | 1.??–             |
| Bob Replay                    | Julian Sark              | 1.??–             |
| Erwin                         | Markus Maria Profitlich  | 1.09–1.10         |
| Scheidungsanwalt Ingo Zürcher | Axel Stein               | 1.07              |
| Oma Lotti                     | Hedi Kriegeskotte        | 1.04              |
| Wirt Otto                     | Stefan Lampadius         | 1.04              |

## Episodenliste
| Nr. | Originaltitel                 | Erstveröffentlichung (D/A/CH) | Regie              | Drehbuch                   |
| --- | ----------------------------- | ----------------------------- | ------------------ | -------------------------- |
| 1   | Die Handyfalle                | 6. Sep. 2023                  | Barbara Kronenberg | Sina Flammang, Doris Laske |
| 2   | Betrug beim Casting           | 6. Sep. 2023                  | Barbara Kronenberg | Sina Flammang, Doris Laske |
| 3   | Gefährlicher Chat             | 6. Sep. 2023                  | Barbara Kronenberg | Sina Flammang, Doris Laske |
| 4   | Fluch der Hexe                | 6. Sep. 2023                  | Barbara Kronenberg | Sina Flammang, Doris Laske |
| 5   | Kussalarm!                    | 6. Sep. 2023                  | Barbara Kronenberg | Sina Flammang, Doris Laske |
| 6   | Tatort Geisterhaus            | 6. Sep. 2023                  | Kim Strobl         | Sina Flammang, Doris Laske |
| 7   | Marie Undercover              | 6. Sep. 2023                  | Kim Strobl         | Sina Flammang, Doris Laske |
| 8   | Herzklopfen                   | 6. Sep. 2023                  | Kim Strobl         | Sina Flammang, Doris Laske |
| 9   | Gefahr in den Ruinen – Teil 1 | 6. Sep. 2023                  | Kim Strobl         | Sina Flammang, Doris Laske |
| 10  | Gefahr in den Ruinen – Teil 2 | 6. Sep. 2023                  | Kim Strobl         | Sina Flammang, Doris Laske |